# Xôi

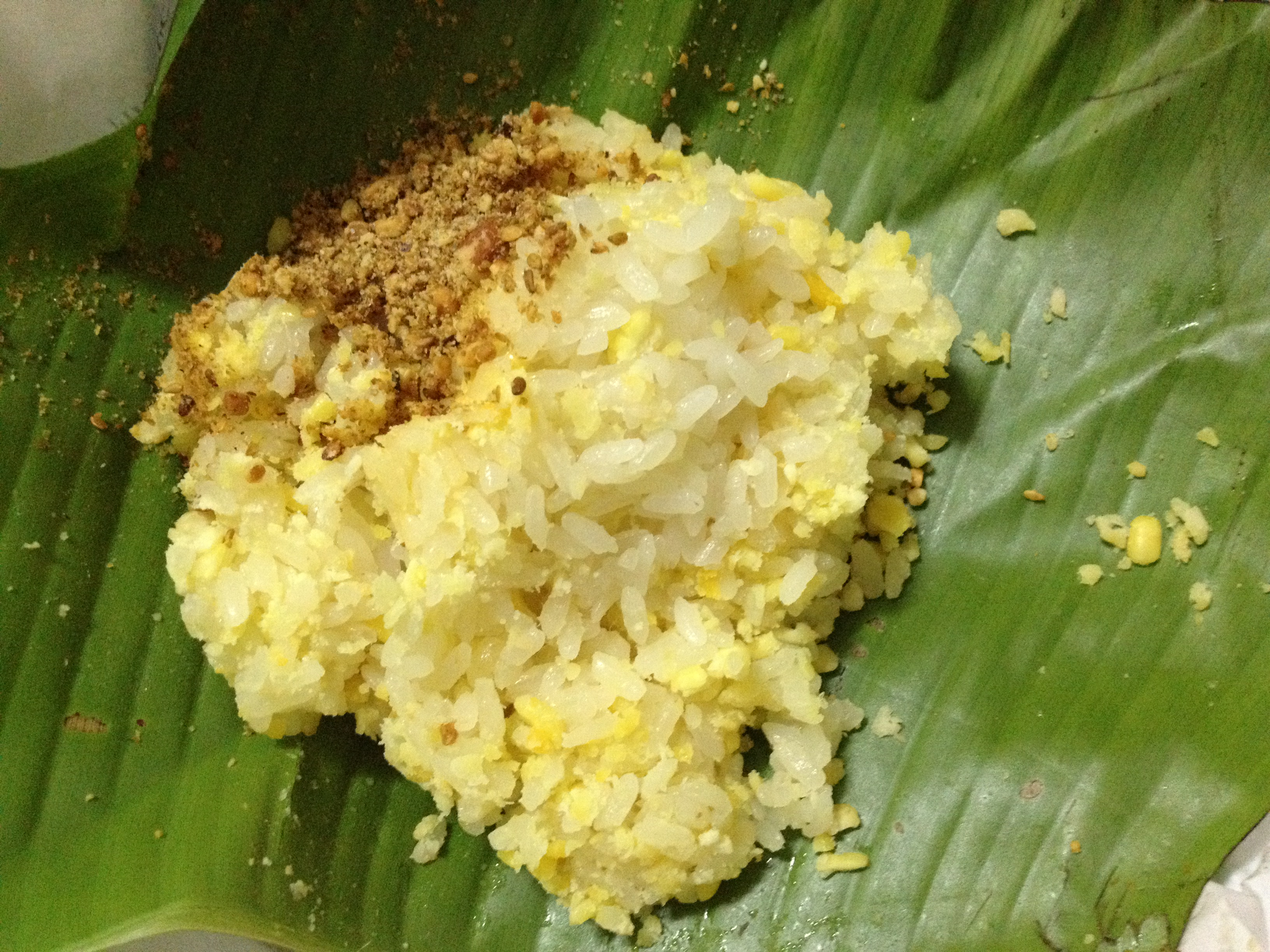
Xôi đỗ xanh.

Xôi là một món ăn thông dụng được làm từ nguyên liệu chính là gạo nếp, đồ/hấp chín bằng hơi nước, thịnh hành trong ẩm thực của nhiều nước châu Á.

## Nguyên liệu
Nguyên liệu chính để làm xôi thông thường là các loại gạo nếp, và đôi khi là các loại gạo tẻ thơm dẻo. Ngoại trừ xôi trắng thường chỉ có gạo nếp với một chút muối ăn cho thành phẩm là những hạt xôi dẻo màu trắng ngà, đa số các loại xôi khác đều có kết hợp với các chất tạo màu, tạo vị như lá cẩm (màu tím), lá dứa hay lá riềng (màu xanh), gấc (màu đỏ), bột dành dành hay bột nghệ (màu vàng). Một số dân tộc (như dân tộc Tày, Người Nùng, dân tộc Mường) sử dụng nhiều loại nước sắc từ lá, củ, rễ thực vật các loại để tạo nên xôi nhiều màu sắc. Các nguyên liệu kết hợp khác như các loại hạt đỗ xanh, đỗ đen, lạc, hạt dưa, hạt sen, hạt điều, ngô, cơm dừa; các loại thực phẩm nguồn gốc động vật như thịt, cá; các loại hoa quả như xoài, sầu riêng v.v. được sử dụng tạo nên nhiều dạng xôi. Các thực phẩm ăn kèm như ruốc, muối vừng, pa tê, xúc xích, thịt quay, xá xíu, thịt hun khói, thịt gà, trứng, giò lụa, giò bò, chả, lạp xưởng cũng cho món xôi những hương vị và chất lượng riêng biệt.

## Cách làm
Cách làm xôi nhìn chung rất đa dạng không chỉ tùy loại xôi mà còn tùy tập quán, phong tục và kinh nghiệm của người nội trợ. Tuy nhiên, hầu hết xôi đều thực hiện bằng cách ngâm gạo nếp trong một thời gian khoảng vài tiếng đồng hồ cho gạo mềm, đãi sạch, trộn với một ít muối và phối trộn với các nguyên liệu riêng biệt tùy theo loại xôi. Sau đó cho nguyên liệu vào chõ/xửng, đổ một lượng nước sôi vào đáy nồi, đặt chõ lên trên nồi sao cho nguyên liệu trong nồi tiếp xúc nhiều nhất với hơi nước nhưng không bị chạm vào nước. Cho nồi lên bếp đậy kín, đun cách thủy trong lửa nhỏ đến khi hạt xôi chín dẻo. Người nội trợ có thể tận dụng nồi cơm điện với ngăn hấp cách thủy hoặc các nồi làm xôi, làm các thực phẩm hấp chuyên dụng, thay thế cho nồi chõ truyền thống.

## Sự phổ biến
Xôi là thực phẩm phổ biến ở nhiều nước châu Á. Ở Lào và Đông Bắc Thái Lan, xôi được sử dụng thường xuyên như cơm ở Việt Nam. Người Thái Lan và người Lào cũng thường dùng xôi kèm với một số loại quả như xôi xoài, xôi sầu riêng hay xôi chuối. Một số dân tộc thiểu số tại Việt Nam như Người Mường, người Khơ me sử dụng xôi như một đồ ăn chủ lực hàng ngày, trong khi dân tộc Việt (Kinh) chủ yếu dùng cơm làm từ gạo tẻ, chỉ dùng xôi như một bữa ăn phụ vào buổi sáng như một thức quà, hoặc trong các ngày lễ, tết, thôi nôi, cưới hỏi như một đồ cúng không thể thiếu trên mâm cỗ cúng.

## Một số loại xôi
Khó có thể liệt kê hết các loại xôi trong ẩm thực Việt Nam nói riêng và các nền ẩm thực của các nước có văn hóa sử dụng lúa gạo nói chung, và danh sách dưới đây chỉ là một số loại ít nhiều phổ biến:

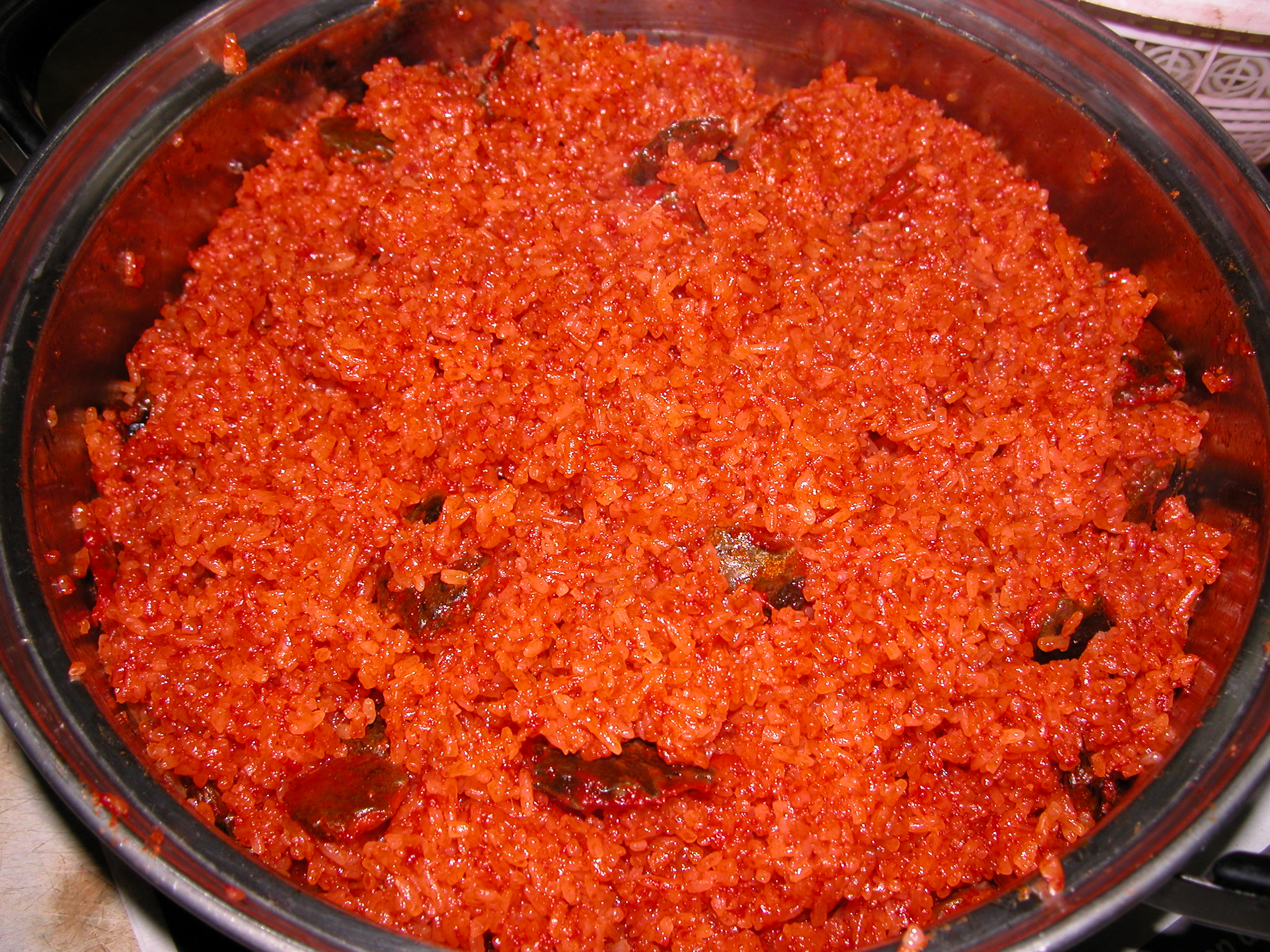
Xôi gấc.

- Xôi cá[2]: dùng cá rô phi hoặc cá suối hấp chín gỡ thịt, xào trong chảo hành phi cho thơm sau đó trộn đều cùng xôi.
- Xôi chim[3]: thịt chim (chim sẻ, chim ngói, chim cút, chim bồ câu) băm hoặc xay nhuyễn với chút gia vị và xào chín, trộn vào xôi.
- Xôi đậu xanh (hay xôi đỗ) [4]: đậu xanh cà vỡ, ngâm nở và đãi bỏ vỏ (hoặc có thể để nguyên vỏ) trộn với gạo nếp và đồ chín. Đây là một loại xôi rất thịnh hành, phổ biến và có rất nhiều loại xôi tương tự được chế biến với các loại đậu, đỗ khác như xôi đậu đen, xôi đậu ván, xôi đậu tương v.v.

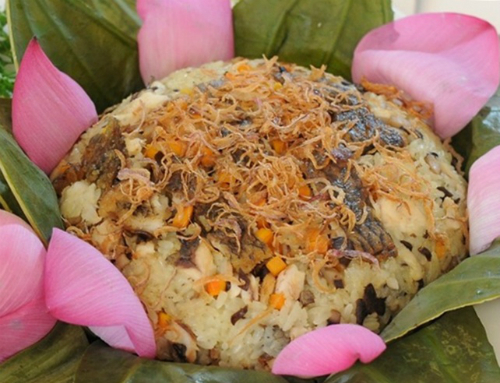
Xôi cá rô.

- Xôi gà[5]: xôi được làm với nước cốt dừa và lá dứa, sau đó xé phay thịt gà luộc hoặc thịt gà quay, thái mỏng lạp xường và bày lên bát xôi như một đồ ăn kèm.
- Xôi gấc[6]: sử dụng thịt gấc để tạo màu sắc đỏ tươi tắn và hương vị thơm ngon cho món xôi. Gấc chọn quả chín, bổ đôi lấy phần cơm thịt bao quanh hạt màu đỏ ở trong đem tán nhuyễn trong một chút rượu trắng. Cho phần gấc đã tán nhuyễn (bao gồm cả hạt) vào trộn đều với gạo nếp đã ngâm. Sau khi đồ chín xôi gấc thường được gia thêm một chút đường và mỡ nước. Tuy xôi gấc không dùng đậu xanh khi nấu, nhưng khi trình bày có thể được ép khuôn với đậu xanh tán nhuyễn ở giữa như một phần nhân của bánh xôi. Xôi gấc là một món ăn ngon, bổ, phổ thông, và rất được ưa chuộng như một đồ thờ cúng ngày lễ, tết, giỗ chạp, hoặc đi kèm với lợn sữa quay trên mâm đồ lễ ăn hỏi.
- Xôi Hoàng Phố
- Xôi kem: món ăn mùa hè ưa thích của giới trẻ[7]. Xôi được làm từ gạo và lá nếp (hay lá dứa), có khi sử dụng cả đậu xanh cà vỏ và thay vì trộn muối thì trộn chút đường. Đánh kem với sữa (có công thức sử dụng cả sữa chua), đường. Cho xôi vào bát nhỏ hoặc ly, và dùng muỗng múc kem lên trên xôi, rắc chút lạc rang và dừa khô thái sợi.
- Xôi khúc[cần dẫn nguồn]: còn gọi là bánh khúc, được làm với lá khúc giã nhuyễn trộn bột nếp, nắm với nhân làm bằng đậu xanh đồ chín và thịt mỡ xắt hạt lựu, sau đó lăn qua gạo nếp và cho vào chõ đồ xôi. Mỗi chiếc bánh khúc được áo một lớp xôi, nhân đậu xanh và thịt mỡ hành khiến món bánh khúc rất thơm ngon.
- Xôi lạc[cần dẫn nguồn]: còn gọi là xôi đậu phộng. Lạc nhân được luộc chín mềm, trộn đều với gạo nếp đã ngâm và đem lên đồ theo cách làm xôi thông thường. Theo Thạch Lam trong thiên ẩm thực Quà Hà Nội, xôi lạc là món để ăn vui miệng. Biến thể của loại xôi này là xôi hạnh nhân hoặc xôi hạt điều.

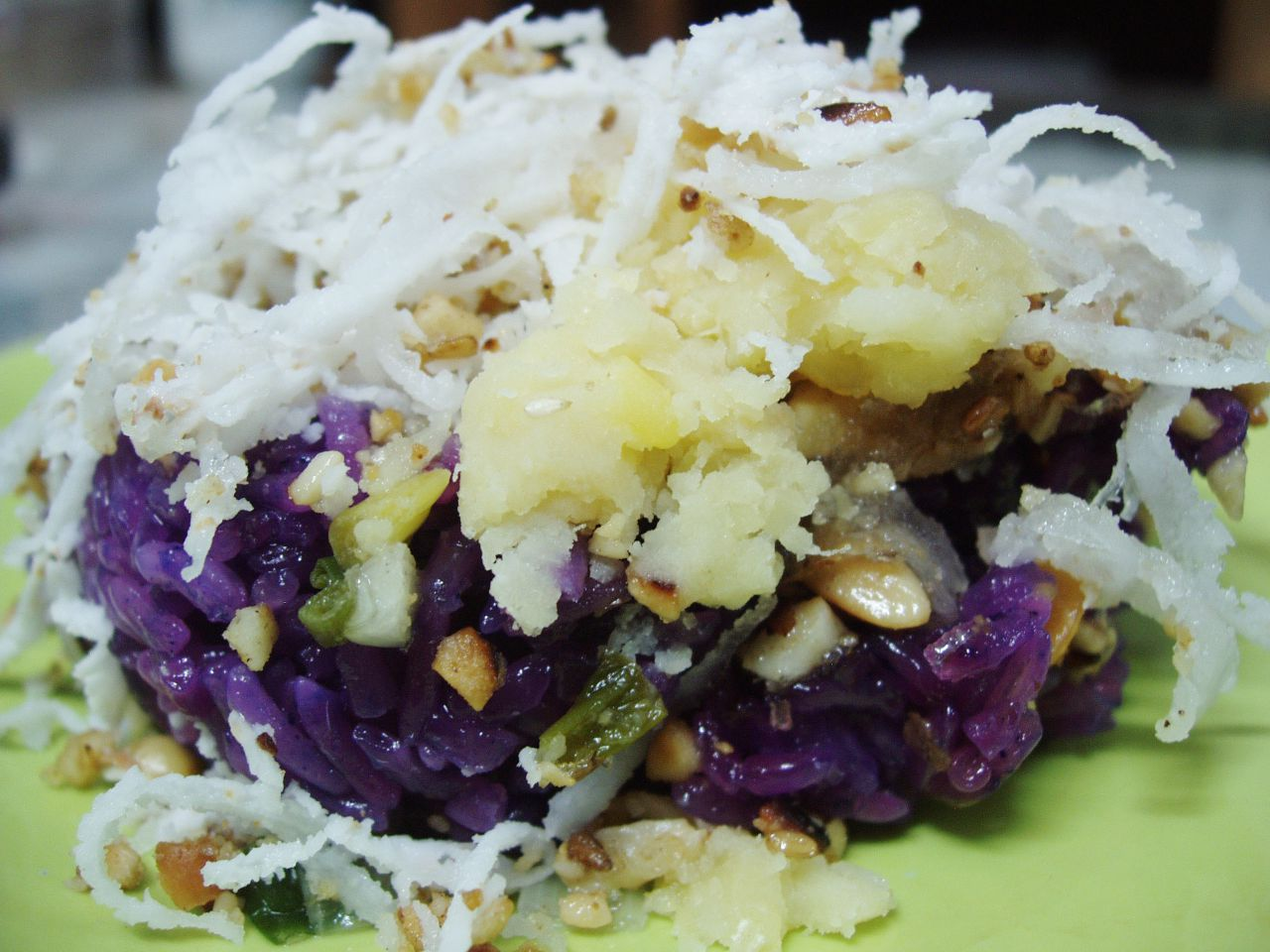
Xôi lá cẩm.

- Xôi lá cẩm[8], cách làm tương tự xôi xéo với đậu xanh tán nhuyễn, nhưng kết hợp với nước sắc của lá cẩm để lấy màu tím đỏ.
- Xôi lá dứa[9]: lá dứa được cắt khúc rửa sạch, giã nát vắt lấy nước, trộn đều vào gạo nếp trước khi đồ sẽ cho thành phẩm có màu xanh dịu rất đẹp mắt và rất thơm.
- Xôi lúa hay xôi ngô:[10]: trước kia xôi lúa, như một biến thể của loại xôi gạo nếp, không sử dụng gạo nếp mà dùng hạt ngô (bắp lúa) ngâm nước vôi, đãi vỏ và bung với hành mỡ. Tuy nhiên hiện nay xôi lúa thường được đồ xen gạo nếp với ngô nếp nên còn có thể gọi là xôi ngô, xôi bắp. Đây là loại xôi đặc biệt dân dã, ngon, thường ít khi được sử dụng như một đồ thờ cúng, tuy có địa phương tại ngoại thành Hà Nội vẫn dùng để cúng tổ tiên trong những ngày hội cơm mới. Đây là loại xôi khá đặc trưng tại Bắc Bộ[11]. Có quan điểm cho rằng xôi xuất xứ từ một vùng đất ven sông tại ba xã Duyên Hà, Vạn Phúc và Yên Mỹ, huyện Thanh Trì, Hà Nội, nơi người dân gọi bắp ngô là "bắp lúa"[12]. Xôi lúa hiện nổi tiếng nhất là xôi làng Tương Mai.

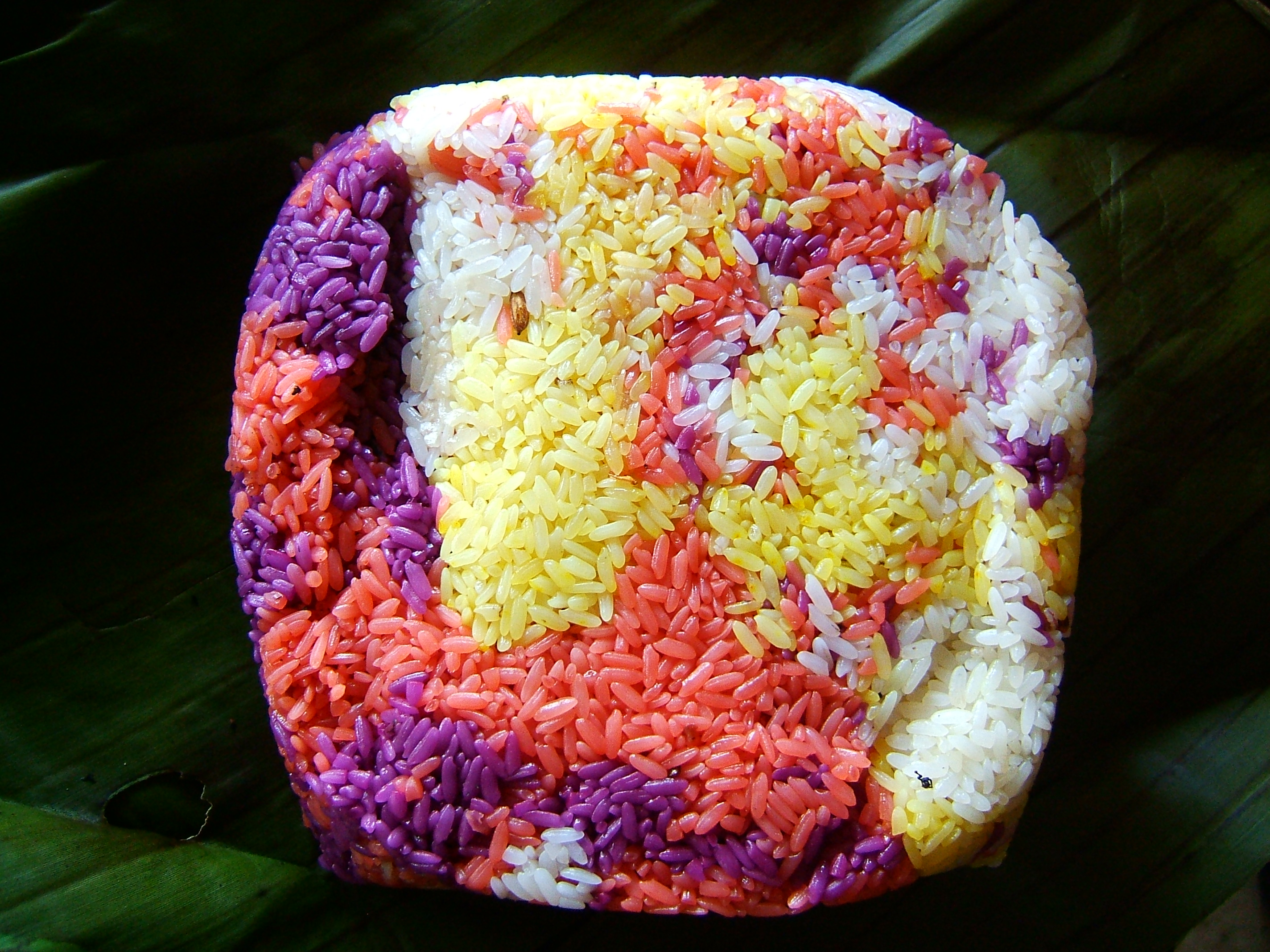
Xôi ngũ sắc.

- Xôi ngũ sắc: còn gọi là xôi năm màu, thịnh hành với các dân tộc thiểu số ở Việt Nam và Trung Quốc. 5 màu xôi tượng trưng cho ngũ hành với màu vàng là màu của thổ, xanh là màu của mộc, đỏ là màu của hỏa, trắng là màu của kim, đen là màu của thủy. Xôi được nấu kết hợp với các loại nước sắc của vỏ búp cây cao lương, gấc, lá dứa, lá cẩm hay hoa đậu biếc để tạo màu.
- Xôi sắn[13]: gạo nếp trộn đều với củ sắn đã bào thành sợi hoặc chặt miếng nhỏ, đồ chín và gia chút hành phi, mỡ nước.
- Xôi sầu riêng: Xôi dường như xuất xứ từ Thái Lan và lan tỏa ra nhiều quốc gia trong đó có miền Nam Việt Nam. Sầu riêng gỡ lấy cơm thịt trộn đều với gạo nếp trước khi đồ xôi, thường kết hợp với nước cốt dừa. Một cách làm khác là đồ xôi chín dỡ ra xửng rồi mới trộn thêm sầu riêng.
- Xôi thập cẩm: phối trộn xôi với rất nhiều thực phẩm khác như tôm khô, thịt gà, lạp xường, đậu phộng, dừa xiêm, hành, tỏi phi, mỡ nước, giò lụa.

- Xôi trắng[14]: đây là món xôi thông dụng nhất, được thực hiện chỉ với gạo nếp và chút muối, không có bất cứ một nguyên liệu phụ nào khác. Chính vì tương đối thuần vị, xôi trắng dễ kết hợp với các thực phẩm bổ sung khác, và cũng thường ăn kèm các thực phẩm khác. Đơn giản nhất là chấm muối vừng, muối lạc, chẳm chéo, cầu kỳ hơn thì kết hợp các món ăn giàu đạm như ruốc, trứng, giò, pate, xúc xích, lạp xường, thịt kho tàu, tạo ra các loại xôi như xôi trứng giò, xôi lạp xường, xôi thịt, xôi pate, xôi ruốc. Một số món xôi trắng đã trở thành đặc sản như xôi trắng khau nhục Lạng Sơn, xôi trắng chả mực Hạ Long[15]. Xôi trắng còn có thể làm nguyên liệu cho món chè con ong.
- Xôi vị: loại xôi của miền Nam gồm gạo nếp thổi xong trộn với mè rang và dừa bào.
- Xôi vò: điểm đặc biệt của loại xôi này là các hạt xôi được tách rất rời nhưng vẫn rất dẻo. Gần tương tự xôi xéo với đậu xanh đồ chín tán nhuyễn, nhưng gạo nếp được đồ riêng với một chút lá dứa lấy mùi thơm, và có thể có một chút bột dành dành, bột nghệ tạo màu. Nếp chín được dỡ ra xửng và cho một nửa lượng đậu xanh đã tán nhuyễn vào trộn đều, vò, bóp cho hạt nếp được bao đậu xanh trở nên rời rạc. Sau đó lại thành phẩm cho vào chõ đồ tiếp lần nữa cho thật dẻo, có thể cho chút nước cốt dừa cho xôi có vị thơm béo. Trút ra xửng và cho nốt phần đậu xanh còn lại vào trộn, vò cho hạt nếp dẻo và rời. Xôi vò có thể được làm trong sự kết hợp với hạt sen để thành phẩm có vị thơm ngon đặc biệt, là một trong những món ăn trên mâm cỗ ngày lễ, tết, hay tiệc cưới. Ngoài ra, xôi cũng thường được sử dụng trong món xôi vò chè đường[cần dẫn nguồn]
- Xôi vừng dừa hay xôi vừng mỡ dừa[cần dẫn nguồn]: sử dụng hạt vừng (mè), dừa nạo, chút đường kính, trộn đều với gạo và đồ chín, là loại xôi rất thơm ngon nhưng có thể hơi ngậy do có dầu dừa, dầu vừng, đường và mỡ nước.

- Xôi xéo[16]: xôi xéo được thực hiện với nguyên liệu là đậu xanh đồ thật chín và hành mỡ phi thơm. Đậu xanh được chọn lựa loại bỏ hạt lép, hỏng, ngâm mềm, đãi vỏ, đồ chín đến độ tơi, bở. Đem đậu ra đánh thật tơi, thậm chí cho vào cối giã cho thật nhỏ mịn và nắm thành quả thật chặt trước khi đậu xanh bị nguội. Gạo nếp cũng ngâm vài tiếng đồng hồ, trộn chút muối và có thể trộn với chút bột dành dành, bột nghệ cho màu vàng đẹp, hấp chín. Hành củ tím thái mỏng đem phơi nắng cho hơi héo rồi cho vào chảo mỡ phi thơm vàng. Khi ăn cho xôi vào bát hay lá gói, lấy dao lạng mỏng từng lát xéo đậu xanh lên trên, rắc hành phi và rưới chút mỡ nước. Đây được coi là một trong những món xôi khó nấu ngon nhất tuy nguyên liệu đơn giản[17], dù các nguyên liệu đi kèm khá đơn giản.
- Xôi xoài[18]: xôi trắng rưới nước đường và nước cốt dừa, ăn kèm với xoài chín cắt lát mỏng.

Một số loại xôi màu khác ngoài xôi gấc màu đỏ còn có các loại xôi khác. Xôi nghệ, xôi dành dành màu vàng. Xôi sau sau màu đen, xôi lá cẩm, củ dền màu tím. Xôi lá dứa, lá nếp màu xanh. Xôi củ cái có màu hồng...

### Đặc sản địa phương
Ở một số nơi món xôi không chỉ nổi tiếng mà còn được nâng tầm lên thành đặc sản như: xôi Phú Thượng ở Hà Nội, xôi Hà Tiên ở Kiên Giang, xôi sắn Tây Bắc, xôi chim Nhật Tân ở huyện Kim Bảng, Hà Nam, xôi cá rô ở thành phố Nam Định, xôi chả mực Hạ Long, xôi thịt Hải Phòng, xôi ngũ sắc của đồng bào vùng cao Tây Bắc như Lai Châu, Mường Lò, Mường So, Sa Pa...

## Một số dị bản
Cơm lam khi sử dụng gạo nếp nương cho vào ống tre, ống nứa và lùi chín trên lửa cũng có thể coi là một dạng xôi. Xôi chè dùng xôi vò kèm với chè ngọt làm từ bột đao, đường kính, là đồ dùng trong lễ cúng thôi nôi và còn được sử dụng như một thức quà mát, lành. Xôi cốm không dùng gạo nếp mà sử dụng cốm để đồ xôi, sau đó thường trộn với đường kính. Xôi chiên phồng hay bánh phồng vẽ dùng xôi trắng cán nát, trộn với một số hương liệu như nước gừng, nước gỗ vang, lá dứa, bột quả dành dành để tạo màu xanh, đỏ, vàng, dàn mỏng cắt miếng, phơi khô và chiên nở phồng trong chảo mỡ. Cơm cháy, xôi cháy hay xôi chiên làm từ xôi trắng cán nhuyễn, dàn mỏng và cho vào tủ lạnh để cứng lại sau đó cắt miếng chiên vàng giòn trong chảo, ăn kèm với nước sốt, thịt lợn xay, thịt bò và ruốc thịt.

## Xôi trong văn học

### Thành ngữ, tục ngữ
- Mặt xôi thịt
- Xôi thịt nó bịt lấy miệng
- Ăn xôi chùa, quét lá đa
- Ăn mày mà đòi xôi gấc
- Cơm tẻ ăn no, xôi vò chả thiết
- Xôi hỏng bỏng không
- Xôi giả vạ thật
- Ăn xôi chùa ngọng miệng
- Ăn xôi đòi đĩa
- Hết xôi rồi việc
- Gần chùa chẳng được ăn xôi

### Thơ, ca dao
- Cố đấm ăn xôi xôi lại hẩm / cầm bằng làm mướn mướn không công (thơ Hồ Xuân Hương)
- Đói thì thèm thịt, thèm xôi / Đã no cơm tẻ thì thôi mọi bề (ca dao)
- Giúp em một thúng xôi vò / Một con lợn béo, một vò rượu tăm (ca dao)
- Có duyên lấy được chồng già / Ăn xôi bỏ cháy, ăn gà bỏ xương (ca dao)
- Phú ông xin đổi nắm xôi / Bờm cười... (ca dao)
- Mẹ già như chuối ba hương / Như xôi nếp một như đường mía lau (ca dao)
- Mẹ em tham thúng xôi rền / Tham con lợn béo tham tiền Cảnh Hưng (ca dao)

### Văn chương
Nhà văn Thạch Lam, khi miêu tả về xôi và người bán xôi trong thiên tùy bút Quà Hà Nội đã viết:
...xôi nồng mùi gạo nếp. Xôi đậu, xôi lạc, xôi vừng mỡ và dừa. Ồ, cái xôi vừng mỡ, nắm từng nắm con, ăn vừa ngậy vừa bùi. Mà có đắt gì đâu! Ăn một, hai xu là đủ rồi. Mùa rét thì xôi nóng, hãy còn hơi bốc lên như sương mù, ăn vừa nóng người vừa chắc dạ.
Và có ai ngẫm nghĩ kỹ cái vị hành khô chưng mỡ ở trong bát ngô nếp non bung: hành giòn và thơm phức, những hạt ngô béo rưới chút nước mỡ trong... Ngô bung (xôi lúa) thì có nhiều hàng ngon, nhưng ngon nhất và đậm nhất là ngô bung của một bà già trên Yên Phụ
...Muốn thức quà no, thì lại hàng xôi, cơm của bà cụ phố hàng Khoai. Bà dọn hàng trước cửa chợ (Đồng Xuân) đã từ lâu lắm, không biết đã mấy năm rồi, và chỉ dọn từ lúc chín, mười giờ tối trở đi cho đến sáng. Bà bán đủ các thức xôi: xôi vò, ăn bùi và béo, xôi đỗ ăn đậm vị, xôi lạc ăn vui miệng, đôi khi cả xôi gấc đỏ tươi, lúc xới ra, khói bốc thơm phức...